# خوسيه ماريا كارينيو
خوسيه ماريا كارينيو (بالإسبانية: José María Carreño) (و. 1792 – 1849 م) هو سياسي من فنزويلا . تولى منصب رئيس فنزويلا .
وهو عضو في Conservative Party .
توفي في كراكاس .